# Ford Fiesta I
Pour les articles homonymes, voir Ford Fiesta et Fiesta.
 (janvier 2021).
La mise en forme du texte ne suit pas les recommandations de Wikipédia : il faut le « wikifier ».
Les points d'amélioration suivants sont les cas les plus fréquents. Le détail des points à revoir est peut-être précisé sur la page de discussion.
- Les titres sont pré-formatés par le logiciel. Ils ne sont ni en capitales, ni en gras.
- Le texte ne doit pas être écrit en capitales (les noms de famille non plus), ni en gras, ni en italique, ni en « petit »…
- Le gras n'est utilisé que pour surligner le titre de l'article dans l'introduction, une seule fois.
- L'italique est rarement utilisé : mots en langue étrangère, titres d'œuvres, noms de bateaux, etc.
- Les citations ne sont pas en italique mais en corps de texte normal. Elles sont entourées par des guillemets français : « et ».
- Les listes à puces sont à éviter, des paragraphes rédigés étant largement préférés. Les tableaux sont à réserver à la présentation de données structurées (résultats, etc.).
- Les appels de note de bas de page (petits chiffres en exposant, introduits par l'outil «  Source ») sont à placer entre la fin de phrase et le point final[comme ça].
- Les liens internes (vers d'autres articles de Wikipédia) sont à choisir avec parcimonie. Créez des liens vers des articles approfondissant le sujet. Les termes génériques sans rapport avec le sujet sont à éviter, ainsi que les répétitions de liens vers un même terme.
- Les liens externes sont à placer uniquement dans une section « Liens externes », à la fin de l'article. Ces liens sont à choisir avec parcimonie suivant les règles définies. Si un lien sert de source à l'article, son insertion dans le texte est à faire par les notes de bas de page.
- La présentation des références doit suivre les conventions bibliographiques. Il est recommandé d'utiliser les modèles {{Ouvrage}}, {{Chapitre}}, {{Article}}, {{Lien web}} et/ou {{Bibliographie}}. Le mode d'édition visuel peut mettre en forme automatiquement les références.
- Insérer une infobox (cadre d'informations à droite) n'est pas obligatoire pour parachever la mise en page.

Pour une aide détaillée, merci de consulter Aide:Wikification.
Si vous pensez que ces points ont été résolus, vous pouvez retirer ce bandeau et améliorer la mise en forme d'un autre article.
 (avril 2023).
Si vous disposez d'ouvrages ou d'articles de référence ou si vous connaissez des sites web de qualité traitant du thème abordé ici, merci de compléter l'article en donnant les références utiles à sa vérifiabilité et en les liant à la section « Notes et références ».
Pour un aperçu de toutes les générations de la Fiesta, voir Ford Fiesta.

La Ford Fiesta Mk1 est la première génération de la citadine polyvalente Ford Fiesta. Introduit à l'origine en 1976, il s'agissait de la première automobile multinationale à traction avant de Ford Europe et elle était disponible en versions à hayon 3 portes et fourgonnettes. En 1983, la Fiesta a été mise à jour et la Fiesta Mk2 a été introduite.

## Histoire
La Fiesta a été initialement développée sous le nom de projet "Bobcat" (à ne pas confondre avec la variante Mercury de la Ford Pinto rebadgée par la suite) et approuvée pour le développement par Henry Ford II en septembre 1972. Les objectifs de développement indiquaient un coût de production inférieur de 100 USD à celui de l'Escort de l'époque. La voiture devait avoir un empattement plus long que celui de la Fiat 127 (bien que plus court que certaines autres rivales, comme la Peugeot 104, la Renault 5 et la Volkswagen Polo), mais avec une longueur totale plus courte que celle de l'Escort. La proposition finale a été développée par Tom Tjaarda de Ghia. Le projet a été approuvé pour la production en décembre 1973, avec la collaboration des centres d'ingénierie de Ford à Cologne et Dunton (Essex).
Ford a estimé que 500 000 Fiesta seraient produites chaque année et a construit une toute nouvelle usine près de Valence, en Espagne; une usine de trans-essieux près de Bordeaux, France; et des extensions d'usines pour les usines d'assemblage de Dagenham, Royaume-Uni. L'assemblage final a également eu lieu à Valence.
Le nom Fiesta appartenait à General Motors lorsque la voiture a été conçue, car ils avaient utilisé le nom sur l'Oldsmobile Fiesta dans les années 1950; cependant, il a été librement donné à Ford pour l'utiliser sur sa nouvelle citadine polyvalente. L'équipe marketing de Ford préférait le nom Bravo, mais Henry Ford II a opposé son veto en faveur du nom Fiesta. La presse automobile avait commencé à spéculer sur l'existence du projet Bobcat depuis 1973, mais ce n'est qu'en décembre 1975 que Ford l'a officiellement annoncé sous le nom Fiesta. Une Fiesta était exposée aux 24 Heures du Mans en juin 1976, ainsi qu'à quelques rallyes. Mécaniquement, la Fiesta suivait la tradition avec une transmission manuelle à quatre vitesses Ford BC-Series montée sur une nouvelle version du moteur Kent OHV de Ford, surnommée "Valencia" après le développement de la toute nouvelle usine espagnole d'Almussafes, à Valence, développé spécialement pour produire la nouvelle voiture. Les usines Ford de Dagenham, en Angleterre, de Sarrelouis et de Cologne (à partir de 1979) en Allemagne, fabriquaient également des Fiesta. Pour réduire les coûts et accélérer la recherche et le développement, le nouveau groupe motopropulseur destiné à la Fiesta a été testé sur des Fiat 127 «mules» de développement. Contrairement à plusieurs rivales, qui utilisaient des barres de torsion dans leur suspension, la Fiesta utilisait des ressorts hélicoïdaux. La suspension avant était en disposition typique de «bras de commande de voie» de Ford, où les jambes de force MacPherson étaient combinées avec des bras de contrôle inférieurs et des liens de compression longitudinales. La suspension arrière standard utilisait un essieu de poutre, des biellettes de fuite et une tige Panhard, tandis qu'une barre antiroulis était incluse dans la finition sport. Toutes les Fiesta Mk1 étaient équipées de série de roues de 12 pouces, avec des freins à disque à l'avant et des freins à tambour à l'arrière. Ford a accordé une attention particulière à la facilité d'entretien, et a publié les délais nécessaires pour remplacer diverses pièces communes.

## Histoire du modèle
Bien que n'étant pas le premier véhicule Ford à être équipé d'une traction avant (la Taunus des années 1960 produites par Ford Allemagne revendiquait ce titre), la Fiesta est largement reconnue comme le premier modèle à traction avant de Ford à succès mondial. Les ventes ont commencé en janvier 1977 au Royaume-Uni, où elle était disponible à partir de 1 856 £ pour le modèle de base à moteur de 950 cm3.
Ce n'était que la deuxième citadine polyvalente à hayon à avoir été construite au Royaume-Uni à ce stade, lancée un an après la Vauxhall Chevette, mais près d'un an avant le lancement de la Chrysler Sunbeam et quatre ans avant la Metro d'Austin. La millionième Fiesta a été produite en 1979.
La voiture était initialement disponible en Europe avec les moteurs quatre cylindres en ligne Valencia de 957 cm3 (options hautes compression et basse compression) et de 1 117 cm3, en finitions Base, Popular, L, GL (à partir de 1978), Ghia et S, ainsi qu'une fourgonnette. La Fiesta Mark I américaine était construite à Saarlouis et à Cologne, en Allemagne, mais selon des spécifications légèrement différentes; Les modèles américains étaient Base, Decor, Sport et Ghia, la Ghia ayant le plus haut niveau de finition. Ces niveaux de finition ont très peu changé au cours des trois années de la Fiesta aux États-Unis, de 1977 à 1980. Tous les modèles américains étaient équipés du moteur plus puissant de 1 596 cm3 (qui était l'ancienne version "Crossflow" du moteur Kent, plutôt que du moteur Valencia) équipé d'un convertisseur catalytique et d'une pompe à air (pour satisfaire les strictes réglementations californiennes sur les émissions), de pare-chocs à absorption d'énergie, de feux de position latéraux, de phares ronds à faisceau étanche, d'amélioration de la dynamique de collision et de l'intégrité du système d'alimentation en carburant ainsi que de la climatisation en option (la climatisation n'était pas disponible en Europe). Sur le marché américain, la Ford Escort a remplacé la Fiesta et la compacte Pinto en 1981.
Au début du programme de motilité du gouvernement britannique pour les automobilistes handicapés en 1978, la Fiesta était l'une des voitures clés disponibles sur le programme.
Un dérivé sportif (la Supersport 1,3 L) était offert en Europe pour l'année modèle 1980, utilisant le moteur Kent Crossflow de 1,3 L, pour tester efficacement le marché de la XR2 similaire introduite un an plus tard, qui comportait une version 1,6 L du même moteur. Des garnitures en plastique noir ont été ajoutées à l'extérieur et à l'intérieur. Les petits phares carrés ont été remplacés par de plus grands phares circulaires, ce qui a entraîné le déplacement des clignotants avant dans le pare-chocs pour s'adapter au changement. Avec une performance de 0 à 97 km/h en 9 s 3 et une vitesse de pointe à 169 km/h, la berline à hayon XR2 est devenue une voiture culte appréciée des garçons de course tout au long des années 1980.
Pour la saison 1979 des salons de l'auto, Ford, en collaboration avec ses opérations Ghia à Turin, en Italie, a produit la voiture tout-terrain Ford Fiesta Touareg. Elle était présentée dans les documents de presse comme «un concept car conçu et équipé pour une utilisation pratique et récréative en tout-terrain».
Des révisions mineures sont apparues dans toute la gamme à la fin de l'année 1981, avec des pare-chocs plus grands pour répondre aux réglementations de résistance aux chocs et d'autres petites améliorations dans le but de maintenir l'attrait dans les salles d'expositions avant la deuxième génération à venir.
Elle a été bien accueillie sur la plupart des marchés européens, en particulier au Royaume-Uni, où elle était la neuvième voiture la plus vendue dans sa première année, et en 1981, elle était le troisième best-seller. Cependant, en 1982, elle a été dépassée par la nouvelle Austin Metro de BL, et avec une foule de nouvelles citadines polyvalentes lancées à travers l'Europe entre septembre 1982 et juin 1983, Ford tenait à mettre à jour la Fiesta afin de la maintenir compétitive par rapport à ses rivales.

### Caractéristiques
| Modèle                   | Déplacement | Code du type | Puissance    | Vitesse de pointe | 0-97 km/h | Années    |
| ------------------------ | ----------- | ------------ | ------------ | ----------------- | --------- | --------- |
| 950 basse compression,   | 957 cm3     | Valencia     | 41 ch; 30 kW | 130 km/h          | 18 s 6    | 1976-1983 |
| 950 compression normale, | 957 cm3     | Valencia     | 45 ch; 33 kW | 137 km/h          | 16 s 6    | 1976-1983 |
| 1.1                      | 1 117 cm3   | Valencia     | 53 ch; 39 kW | 145 km/h          | 15 s 2    | 1976-1981 |
| 1.1                      | 1 117 cm3   | Valencia     | 55 ch; 40 kW | 145 km/h          | 15 s 1    | 1982-1983 |
| 1.1 Économie             | 1 117 cm3   | Valencia     | 56 ch; 41 kW | 145 km/h          | 15 s 1    | 1982-1983 |
| 1.1 X                    | 1 117 cm3   | Valencia     | 70 ch; 51 kW | 159 km/h          | 11 s 3    | 1980-1981 |
| 1.3,                     | 1 298 cm3   | Crossflow    | 66 ch; 48 kW | 158 km/h          | 11 s 6    | 1977-1983 |
| 1.3 RS                   | 1 298 cm3   | Crossflow    | 75 ch; 55 kW | 166 km/h          | 11 s 2    | 1979-1981 |
| 1.6 RS                   | 1 599 cm3   | Crossflow    | 91 ch; 67 kW | 166 km/h          | 9 s 6     | 1980      |
| 1.6 XR2                  | 1 599 cm3   | Crossflow    | 84 ch; 62 kW | 171 km/h          | 9 s 5     | 1981-1983 |

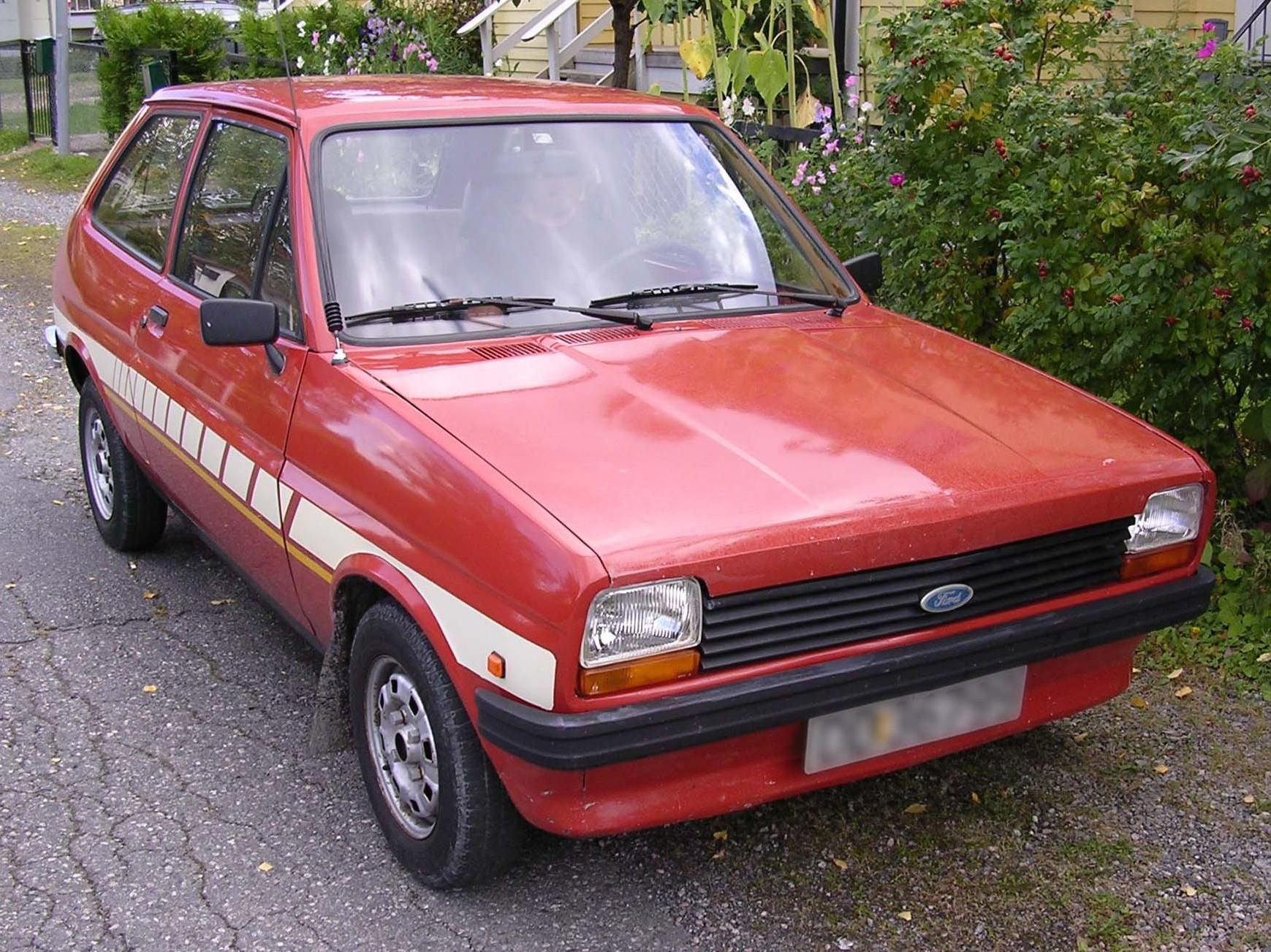
Fiesta Festival (EU) front
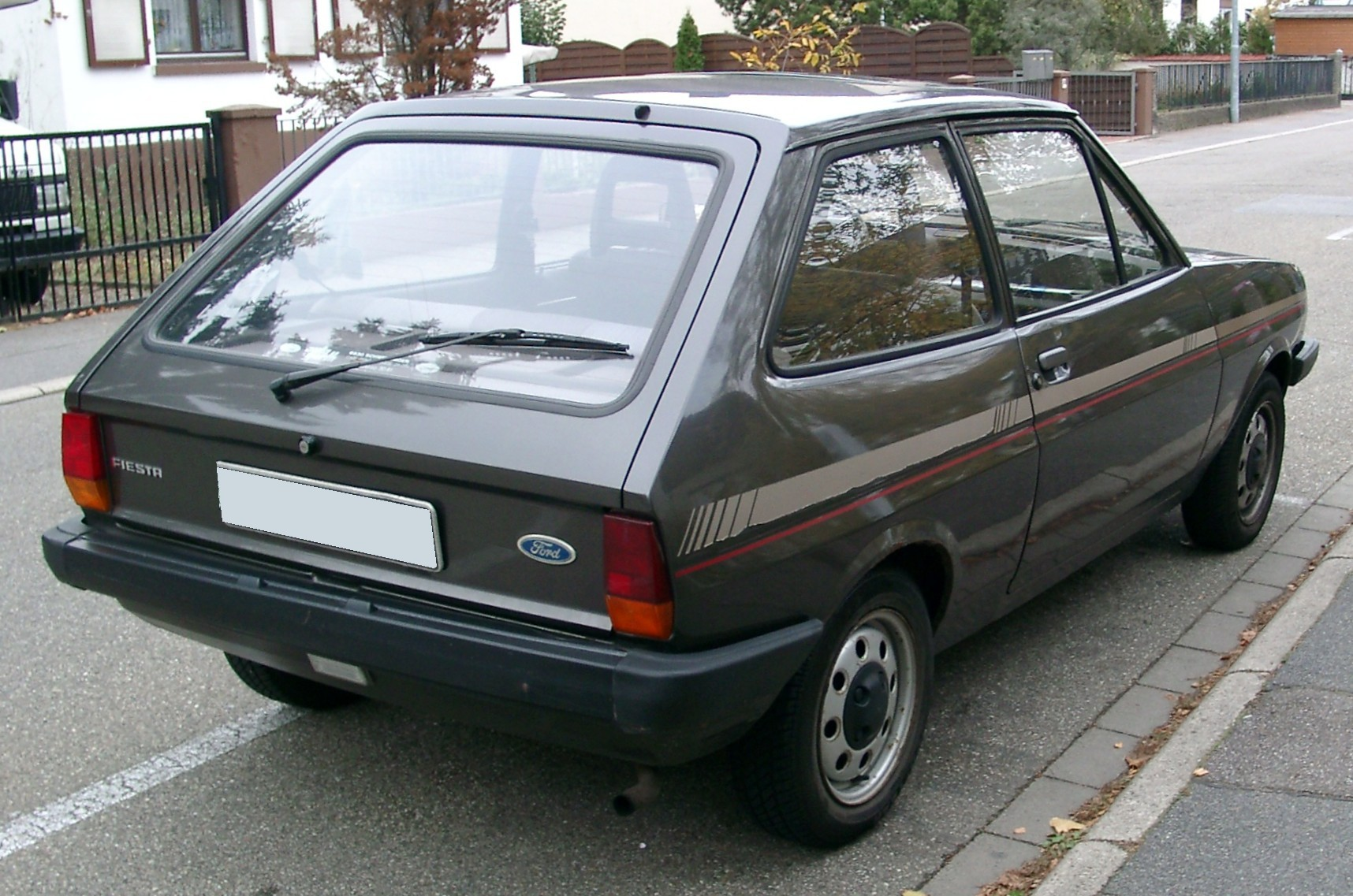
Fiesta (EU) rear
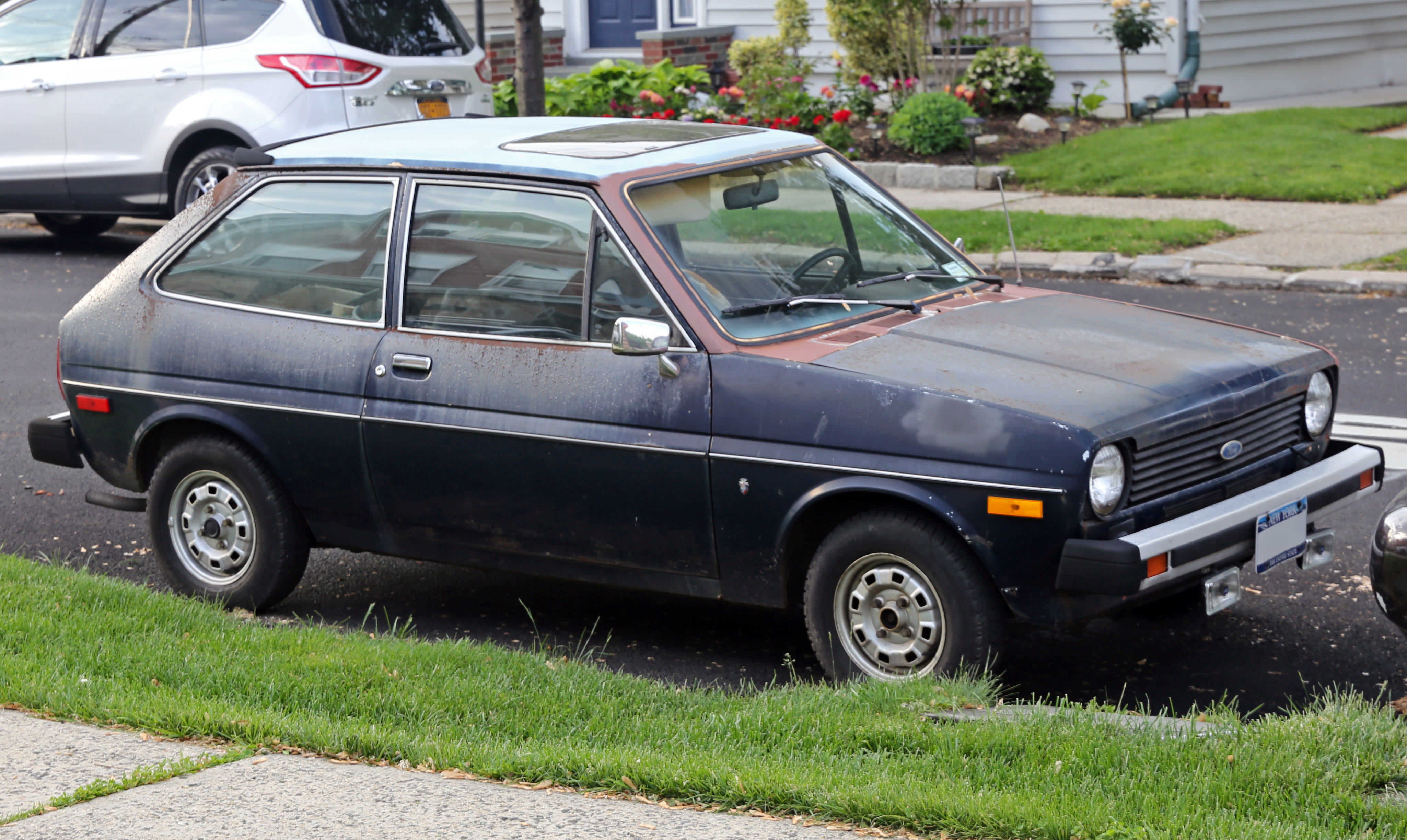
1979 Fiesta Ghia (US), front

## Conversions en convertibles

### Crayford
En 1981, les carrossiers Crayford ont développé une version cabriolet de la Fiesta, qui a été surnommée la Fiesta Fly. Conçue par David McMullan, la Fiesta Fly avait un coffre soudé et fermé en permanence, avec un rebord en plastique monté pour empêcher la voiture d'avoir besoin d'être repeinte. L'historique de production de la Fiesta Fly n'est pas clair; mais l'affirmation courante selon laquelle seulement une vingtaine de voitures ont été construites est probablement fausse; on pense que ce chiffre fait référence au nombre construit par Crayford, plutôt qu'au nombre construit au total. Ce que l'on sait, c'est que la société F. English Coachwork Division basée dans le Dorset a acheté les droits de production de la Fiesta Fly en 1982, et Autocar a rapporté en septembre 1983 qu'environ 100 conversions de Fiesta Fly avaient été produites. On pense que F English a construit environ 200 Fiesta Fly, dont 83 sont connues pour avoir survécut. Crayford aurait également construit deux Fiesta Fly basées sur la Fiesta Mk2. Il était également possible d'acheter n'importe quel modèle de Fiesta de production sous forme de Fiesta Fly, pas seulement les modèles 1300 et XR2 comme souvent rapporté.